# Verige
Verige är ett sund i Montenegro. Det ligger i den sydvästra delen av landet. Sundet sammanlänkar vikerna Tivatski Zaliv och sista delen av Kotorbukten med varandra.